# Heberty Fernandes de Andrade
Heberty Fernandes de Andrade (São Paulo, 29 augustus 1988) is een Braziliaans voetballer.

## Carrière
Heberty begon zijn carrière in 2008 bij CR Vasco da Gama. Heberty speelde tussen 2012 en 2013 voor Thespa Kusatsu, Cerezo Osaka en Vegalta Sendai. Hij tekende in 2014 bij Ratchaburi FC in de Thai League 1. Hij speelde 90 wedstrijden waarin hij 65 doelpunten maakte. Hij tekende in 2017 bij Muangthong United FC. In 2017 werd de Thai League Cup gewonnen. Hij tekende in 2020 bij Bangkok United FC. Hij tekende in 2023 bij Johor Darul Ta'zim FC. Met deze club werd hij in 2023 kampioen van de Malaysia Super League.